# Tom Owen (Musiker)
Tom Owen (* 1980 in Sussex, England) ist ein britischer Oboist.

## Leben
Der gebürtige Engländer Tom Owen erhielt seine musikalische Ausbildung an der Purcell School, an der Royal Academy of Music und an der Musikhochschule Hannover. Mit 19 Jahren gewann er den „Royal Academy of Music Oboe Prize“.
Owen gastierte als Solo-Oboist beim Bayerischen Staatsorchester München, dem City of Birmingham Symphony Orchestra, dem Gewandhausorchester Leipzig, den Bamberger Symphonikern, dem Philharmonia Orchestra in London, der Staatskapelle Dresden, dem Rundfunk-Sinfonieorchester Berlin und dem NDR Sinfonieorchester. Darüber hinaus spielt er regelmäßig in internationalen Kammerorchestern wie Spira Mirabilis, Musikkollegium Winterthur, Camerata Salzburg und Britten Sinfonia (England). Seit 2016 ist er Mitglied des Kölner Kammerorchesters und seit 2006 Solooboist des Gürzenichorchesters.
Im Rahmen des Schleswig-Holstein Musik Festival führte er mit Nigel Kennedy Johann Sebastian Bachs Doppelkonzert für Oboe und Violine auf und spielte mehrmals solistisch mit dem Kölner Kammerorchester und dem Gürzenich-Orchester in der Kölner Philharmonie sowie der Bayerischen Kammerphilharmonie, der Dubrovnik Symphonieorchester, der Westdeutschen Sinfonia und dem Ensemble Resonanz mit Dirigenten wie Reinhard Goebel, Francois-Xavier Roth, Markus Stenz und Dirk Joeres. Auch gab er einen Soloabend in der Royal Festival Hall gefördert vom Martin Musical Fund. Er ist regelmäßiger Gast beim Linos Ensemble, nahm auf mit dem Calamus Ensemble und konzertierte u. a. mit den Doric und Alinde Streichquartetten.
Tom Owen ist Gründer der Kölner Kammersolisten, die 2014 ihren ersten Plattenvertrag mit Kammermusik Gerald Finzis bei MDG bekamen, und nunmehr als Ensemble der KammerMusikKöln konzertieren. Zudem Mitbegründer und 2. Vorsitzender, nunmehr weiterhin Vorstandsmitglied der KammerMusikKöln, die seit 10 Jahren die Kammermusikszene in Köln und seit fünf Jahren in Bonn bereichert.
Owen gibt Oboenmeisterkurse, bisher u. a. am Orchesterzentrum NRW, am Royal Northern College of Music, Guildhall School of Music and Drama und der Royal Academy of Music (England), an den Hochschulen in Köln, Trossingen, Stuttgart und Detmold und am Central Conservatory Beijing (China). Darüber hinaus gibt er regelmäßig Solorecitals und Kammerkonzerte in Europa und Asien u. a. beim „Beijing International Oboe Festival 2014“, der „International Double Reed Convention 2015“ in Tokyo, der „QingDao International Oboe Festival 2017“ und gibt jährlich einen Meisterkurs beim Festival „Duchi d'Acquaviva“ in Atri (Italien). Von 2017 bis 2019 war Tom Owen Dozent für Kammermusik an der Folkwang Hochschule in Essen. Ab September 2022 wird er eine Professur am Conservatorium Maastricht antreten. 2015 wurde er zum Associate of the Royal Academy of Music (ARAM) ernannt und ist darüber hinaus ein leidenschaftlicher Jazzpianist.